# クリスティアン・ヴェアンス
クリスティアン・ヴェアンス（Christian Wörns、1972年5月10日 - ）は、ドイツ・マンハイム出身の元サッカー選手。ポジションはDF。

## 経歴
1989年、SVヴァルトホーフ・マンハイムにて史上4番目の若さでキャリアをスタート。その後1991年にバイエル・レバークーゼンへと移籍し、1993年にクラブ初のドイツカップを獲得した。1998年にパリ・サンジェルマンFCへと移籍するも調整に失敗し、翌年にボルシア・ドルトムントへと移籍。2008年に現役を引退した。
またドイツ代表としてはU-21にて16試合、フル代表では66試合に出場した。UEFA欧州選手権1992、フランスW杯、FIFAコンフェデレーションズカップ1999、UEFA欧州選手権2004などの大会に出場している。2008年に現役を引退した。

## 所属クラブ
- 1989-1991  SVヴァルトホーフ・マンハイム
- 1991-1998  バイエル・レバークーゼン
- 1998-1999  パリ・サンジェルマンFC
- 1999-2008  ボルシア・ドルトムント

## 代表歴

### 出場大会
- ドイツ代表
  - 1998 FIFAワールドカップ (ベスト8)

### 試合数
- 国際Aマッチ 66試合 0得点（1992年-2005年）[1]

| ドイツ代表 | 国際Aマッチ | 国際Aマッチ |
| 年         | 出場        | 得点        |
| ---------- | ----------- | ----------- |
| 1992       | 4           | 0           |
| 1993       | 0           | 0           |
| 1994       | 0           | 0           |
| 1995       | 4           | 0           |
| 1996       | 0           | 0           |
| 1997       | 3           | 0           |
| 1998       | 12          | 0           |
| 1999       | 9           | 0           |
| 2000       | 1           | 0           |
| 2001       | 5           | 0           |
| 2002       | 3           | 0           |
| 2003       | 11          | 0           |
| 2004       | 11          | 0           |
| 2005       | 3           | 0           |
| 通算       | 66          | 0           |